# 逆輸入～港灣局～
《逆輸入～港灣局～》（日语： Gyakuyunyū ～Kōwankyoku～）是日本音樂家椎名林檎的第二張翻唱專輯，同時是唱片公司為慶祝椎名林檎出道十五週年所發行的最後一個作品，唱片公司EMI Records Japan還特別挑在椎名林檎的出道日2014年5月27日發行專輯。初回限定版為「特殊紙盒包裝、演唱會抽選券」。
在專輯銷售成績方面，本張專輯在日本Oricon銷售榜上最高位居單週第3名，名列2014年年度銷售榜第120位。

## 專輯概要
《逆輸入～港灣局～》是椎名林檎繼2002年發行《歌手價值》後，睽違十二年的翻唱專輯，也是繼2013年發行精選輯《韻事》及《蜜月抄》以來，睽違半年的作品。同時是唱片公司為慶祝椎名林檎出道十五週年所發行的最後一個作品。本張翻唱專輯是自我翻唱專輯，收錄椎名林檎自出道以來創作給其他歌手演唱的歌曲，再由官方歌迷從這25首提供的作品中選出11首的作品，包括廣末涼子、友坂理惠、東京小子、帕妃、栗山千明、SMAP、真木陽子、野田秀樹等人。椎名林檎把這些歌曲回收後，再與其他編曲者合作重新錄製這些歌曲。
在專輯發售時程上，新專輯發行的消息最早於2014年3月25日在官網發佈，同時也表示將舉行演唱會《唱片小型發布會2014～向橫濱港逆輸入～》及《唱片小型發布會2014～向大阪港逆輸入～》。05月14日開始接受歌曲「青春的瞬間」的音樂錄影帶視聽服務。日本於05月27日發行專輯，台灣則是05月30日才同步發行進口版與台壓版，香港則等到06月4日才發行專輯。
在專輯銷售成績方面，專輯在發行當週以3.1萬張的銷售量在日本Oricon銷售榜上位居第3名，總計在Oriocn銷售榜上榜13週，累積銷售達4.6萬張，名列2014年年銷售榜第120位。
最後，本張作品發售時所舉辦的四場演唱會《唱片小型發布會2014～向橫濱港逆輸入～》及《唱片小型發布會2014～向大阪港逆輸入～》，分別是05月26日及27日在橫濱的大棧橋及06月5日及06日在大阪的BREEZÉ TOWER舉行。其中，05月27日這場演出更在WOWOW節目中現場直播，椎名林檎也趁直播的機會向遠在義大利舉行結婚典禮的好友宇多田光獻上祝福，並演唱宇多田光的歌曲「traveling」。

### 音樂錄影帶
在「青春的瞬間」的音樂錄影帶中，主角椎名林檎穿越時空來到一個神祕的世界。導演藉由眨眼前後的時間，表達時間永不停歇，且永不回頭的特性，同時也顯示出生活瞬間的美及其脆弱性。

### 獲獎紀錄
唱片封面大賞
- （2015）－Music Jacket Award

## 批評及評價
在音樂網站What's In?的音樂評論家柴那典給予這張專輯正面的評價，他表示雖然這張專輯內的歌曲是椎名林檎過去寫給其他歌手的作品，但由於編曲的再造，使得歌曲風格向未來邁進。讀賣新聞的音樂評論家櫻井學則表示這張專輯充滿多樣性，但每一首歌曲仍強烈的刻印著椎名林檎的個性
。

## 曲目
| 曲序     | 曲目                               | 編曲       | 时长  |
| -------- | ---------------------------------- | ---------- | ----- |
| 1.       | 主演的女人（原唱：帕妃）           | 大友良英   | 3:48  |
| 2.       | 漩渦中的男人（原唱：東京小子）     | 上田剛士   | 3:13  |
| 3.       | 隱私（原唱：廣末涼子）             | 前山田健一 | 3:19  |
| 4.       | 青春的瞬間（原唱：栗山千明）       | 富田惠一   | 5:18  |
| 5.       | 真夏的逃獄者（原唱：SMAP）         | 大澤伸一   | 3:29  |
| 6.       | 望遠鏡之外的景色（原唱：野田秀樹） | 村田陽一   | 4:34  |
| 7.       | 決定性的三分鐘（原唱：栗山千明）   | 中山信彦   | 3:00  |
| 8.       | 卡布奇諾（原唱：友坂理惠）         | 小林武史   | 4:03  |
| 9.       | 雨傘（原唱：東京小子）             | 根岸孝旨   | 3:46  |
| 10.      | 日和姬（原唱：帕妃）               | 日高央     | 3:00  |
| 11.      | 幸先坂（原唱：真木陽子）           | 佐藤芳明   | 4:15  |
| 总时长： | 总时长：                           | 总时长：   | 41:53 |

### 曲目介紹
1. 主演的女人（日语：Bring it!）
原唱：帕妃，收錄於專輯《Bring it!（日语：Bring it!）》（2009）
2. 漩渦中的男人（日语：渦中の男）
原唱：東京小子，收錄於單曲《雨傘/讓我們許下心願直到天荒地老（日语：雨傘/あきれるくらい 僕らは願おう）》（2008）
3. 隱私（日语：ジーンズ (広末涼子の曲)）
原唱：廣末涼子，收錄於單曲《隱私》（1998）
4. 青春的瞬間（日语：青春の瞬き）
原唱：栗山千明，收錄於單曲《月夜的肖像（日语：月夜の肖像）》（2011）
5. 真夏的逃獄者（日语：真夏の脱獄者）
原唱：SMAP，收錄於專輯《GIFT of SMAP》（2012）
6. 望遠鏡之外的景色（日语：望遠鏡の外の景色）
原唱：野田秀樹，NODA・MAP 第17回公演「EGG」劇中音樂《望遠鏡之外的景色》（2012）
7. 決定性的三分鐘（日语：決定的三分間）
原唱：栗山千明，收錄於單曲《美味的季節/決定性的三分鐘（日语：おいしい季節/決定的三分間）》（2011）
8. 卡布奇諾（日语：カプチーノ）
原唱：友坂理惠，收錄於單曲《卡布奇諾（日语：カプチーノ (ともさかりえの曲)）》（1999）
9. 雨傘
原唱：東京小子，收錄於單曲《雨傘/讓我們許下心願直到天荒地老（日语：雨傘/あきれるくらい 僕らは願おう）》（2008）
10. 日和姬（日语：日和姫）
原唱：帕妃，收錄於單曲《日和姬（日语：日和姫）》（2009）
11. 幸先坂（日语：幸先坂）
原唱：真木陽子，收錄於單曲《幸先坂（日语：幸先坂）》（2013）

## 演出人員及後製
| 主演的女人 漩渦中的男人 隱私 青春的瞬間 真夏的逃獄者 望遠鏡之外的景色 | 決定性的三分鐘 卡布奇諾 雨傘 日和姫 幸先坂 |

## 銷售排行

### Oricon 銷售榜(日本)
《逆輸入～港灣局～》於05月27日發行專輯。發行首週，在日本公信榜Oricon的專輯榜2014年5月第4週付的榜單中以31,045張銷售量居單週第三名，同禮拜銷售冠軍為銷售突破8.2萬張的女歌手aiko的第十一張專輯《泡沫般的愛情》，第二名則是電影《冰雪奇緣》的原聲帶。第二週則以銷售量5,408張居單周第二十二位，同禮拜銷售冠軍為女歌手安室奈美惠的抒情精選輯《Ballada》。總計在日本公信榜Oricon的專輯榜上榜13週，累積銷售達4.6萬張，名列2014年年銷售榜第120位。
| 名稱                           | Oricon銷售榜 | 初登場 | 初登場 | 最高  | 最高   | 總銷售量 | 累積上榜次數 |
| 名稱                           | Oricon銷售榜 | 排 行  | 銷售量 | 排 行 | 銷售量 | 總銷售量 | 累積上榜次數 |
| ------------------------------ | ------------ | ------ | ------ | ----- | ------ | -------- | ------------ |
| 2014年5月27日 逆輸入～港灣局～ | 週銷售排行榜 | #3     | 31,045 | #3    | 31,045 | 45,699   | 13週         |
| 2014年5月27日 逆輸入～港灣局～ | 月銷售排行榜 | #10    | 31,045 | #10   | 31,045 | 45,699   | 13週         |
| 2014年5月27日 逆輸入～港灣局～ | 年銷售排行榜 | #120   | 45,699 | #120  | 45,699 | 45,699   | 13週         |

### 其他銷售榜
| 排行榜名稱                          | 最高排名 |
| ----------------------------------- | -------- |
| (日本) Soundscan：CD Album Top 20   | #4       |
| (日本) iTunes Store銷售榜           | #1       |
| (日本) 告示牌百強單曲榜(青春的瞬間) | #41      |
| (台灣) G-Music：東洋榜              | #6       |
| (台灣) 五大唱片：日韓榜             | #14      |
| (台灣) 佳佳唱片：東洋音樂排行榜     | #5       |

## 發行歷史
| 國家 | 發行日期      | 發行形式   | 唱片公司          | 商品編號   |
| ---- | ------------- | ---------- | ----------------- | ---------- |
| 日本 | 2014年5月27日 | 初回限定盤 | EMI Records Japan | TYCT-69017 |
| 日本 | 2014年5月27日 | 通常盤     | EMI Records Japan | TYCT-60035 |
| 韓國 | 2014年5月28日 | 線上下載   | 韓國環球音樂      |            |
| 台灣 | 2014年5月30日 | CD(台壓盤) | 台灣環球音樂      | 0643945    |
| 台灣 | 2014年5月30日 | CD(進口盤) | 台灣環球音樂      | TYCT-69017 |
| 香港 | 2014年6月4日  | CD(台壓盤) | 香港環球音樂      | 0643945    |

## 宣傳行程
| 類型   | 日期          | 名稱                                 |
| ------ | ------------- | ------------------------------------ |
| 演唱會 | 2014/05       | 唱片小型發布會2014～向橫濱港逆輸入～ |
| 演唱會 | 2014/06       | 唱片小型發布會2014～向大阪港逆輸入～ |
| 報紙   | 2014/05/22    | 【讀賣新聞】夕刊預定 interview       |
| 網站   | 2014/05/27    | 【Excite MUSIC】                     |
| 網站   | 2014/05/27    | 【EMTG MUSIC】                       |
| 電視   | 2014/05/25    | 【富士電視台】Wonderful Life         |
| 電視   | 2014/05/28    | 【富士電視台】魁!音樂番付            |
| 電視   | 2014/05/30    | 【朝日電視台】MUSIC STATION          |
| 廣播   | 2014/05/26-28 | 【FM802】FLiPLiPS                    |
| 廣播   | 2014/05/26-28 | 【TOKYOFM】LOVE CONNECTION           |
| 廣播   | 2014/05/27    | 【TOKYOFM】坂本美雨的DearFriends     |
| 廣播   | 2014/05/28    | 【NHK FM】MUSIC LINE                 |
| 廣播   | 2014/05/29    | 【FM福岡】Morning Jam                |

## 脚注